# Gascones
Gascones es un municipio español de la provincia y Comunidad de Madrid. Tiene una superficie de 20,04 km² con una población de  239 habitantes (INE 2024) y una densidad de 7,24 hab/km².

## Historia
En 1968 se abrió al tráfico la línea Madrid-Burgos, que permitió la conexión de la zona con el resto de la red ferroviaria española. El municipio contaba con una estación de ferrocarril propia, con edificio de viajeros y muelle-almacén de mercancías, si bien las instalaciones acabarían cayendo en decadencia y serían cerradas al servicio en la década de 1990.

## Geografía
Gascones está situado en la ruta más corta entre los lugares santos de Caravaca de la Cruz y Santo Toribio de Liébana.

## Demografía
Cuenta con una población de 239 habitantes (INE 2024).
| Gráfica de evolución demográfica de Gascones entre 1842 y 2021                                                        |
| |
| Población de derecho según los censos de población del INE. Población de hecho según los censos de población del INE. |

## Comunicaciones
El municipio está servido por dos líneas de autobús, pero solo hay una de ellas que empieza en el Intercambiador de Plaza de Castilla. Las líneas están operadas por ALSA.
| Línea | Recorrido                            |
| ----- | ------------------------------------ |
| 191A  | Buitrago del Lozoya - Braojos        |
| 195   | Madrid (Plaza de Castilla) - Braojos |

La línea 195 solo presta servicio a Gascones los sábados laborables, domingos y festivos; durante la semana se deberá enlazar la línea 191A con la línea 191 en Buitrago del Lozoya. Se recomienda consultar horarios.